# Yanji I
Yanji I (李良枝, I Yanji) ; née le 15 mars 1955 et morte le 22 mai 1992) est une romancière japonaise zainichi de la deuxième génération, née à Nishikatsura, dans la préfecture de Yamanashi. Ses parents acquièrent la nationalité japonaise tandis qu'elle est à l'école primaire et sa nationalité japonaise date de cette époque.
En 1982, alors qu'elle est étudiante à l'université nationale de Séoul, Yanji I fait ses débuts avec la publication de son Nabi Taryong dans le magazine littéraire Gunzou. En 1988, son roman Yuhi remporte la centième édition du prix Akutagawa, ce qui fait d'elle d'elle le deuxième coréen zainichi à recevoir le prix (le premier étant Feson I). Elle contracte une myocardite aigüe pendant l'écriture de son roman Ishi no koe et en meurt peu après.

## Sources
- Sonia Ryang: "Koreans in Japan: Critical Voices from the Margin", Neuauflage Routledge, 2000,  (ISBN 9780415219990), pp. 120 et suiv
- Japanese Literature Publishing Project - Yuji and other stories (PDF; 2,2-MB)

## Source de la traduction
- (en) Cet article est partiellement ou en totalité issu de l’article de Wikipédia en anglais intitulé « Yangji Lee » (voir la liste des auteurs).